# عبد الرحيم التونسي
عبد الرحيم التونسي المشهور بلقب «عبد الرؤوف» (27 ديسمبر 1936 – 2 يناير 2023)، هو ممثل كوميدي مغربي. ويعتبر أسطورة الكوميديا المغربية لعقود عديدة.

## حياته
وُلد عبد الرحيم التونسي في 27 ديسمبر 1936 في مدينة الدار البيضاء، والده تونسي جاء من بلده تونس إلى المغرب لأداء الخدمة المدنية بأمر من فرنسا، فاشتغل مترجمًا، وقرر الاستقرار في المغرب وتزوج من مغربية. توفيت والدة عبد الرحيم التونسي وعمره لم يكن يتجاوز السادسة، تربى في الشارع هو وإخوته الذكور الثلاثة، وكان أصغرهم. كان مولعا بفن التمثيل حيث كان معجبا بالكوميدي القدميري الذي كانت آنذاك تمر تمثيلياته في الإذاعة المغربية، كما كان يحب دخول سينما «مدينة» لمتابعة عروضه الفكاهية. كما كان هو وأصدقائه يذهبون لمشاهدة أفلام رعاة البقر في قاعات «فوكس» و«أبولو». كان أيضًا يحب سماع الموسيقى الشرقية والسمفونيات.
حين نُفي السلطان محمد الخامس شارك كمغربي في مظاهرات ضد الاستعمار، فاعتُقل، وقضى شهرا تحت التعذيب، وأُطلق سراحه بعد خمسة أشهر، وفي السجن تعرف على مجموعة من المقاومين كانوا يقومون بعروض مسرحية تتحدث عن محاربة الاستعمار، و ذات مرة احتاجوا لشخص لأداء دور في إحدى هذه المسرحيات فوقع اختيارهم على التونسي. بعد خروجه من السجن كون مع هذه المجموعة فرقة مسرحية قدمت مجموعة من العروض في مختلف المدن المغربية، لكن الظروف فرقت بين أفراد هذه المجموعة، ليقرر عبد الرحيم التونسي العودة لحيه في المدينة القديمة وتكوين فرقة مسرحية.

## شخصية عبد الرؤوف
أبرز شخصية قدمها عبد الرحيم التونسي في مشواره الفني هي شخصية «عبد الرؤوف»، وكانت هي البوابة التي تعرف منها الجمهور على هذا الفنان، حيث قدمها في البداية على خشبة المسرح من خلال مجموعة من العروض، قبل أن ينقلها إلى التلفزيون في الستينيات لتحقق الشخصية نجاحًا باهرًا، وتصبح من أبرز الشخصيات الكوميدية التي مرت في تاريخ التلفزيون المغربي، حيث لم ينسى المشاهدين المغاربة الملابس الفضفاضة التي كانت ترتديها الشخصية ولم ينسوا حركاتها وطريقة كلامها وضحكتها الساخرة المميزة. ولعل ذلك ما جعل أغلب الناس تنادي عبد الرحيم التونسي بلقب «عبد الرؤوف» طوال مشواره الفني.

## من أعماله
- 2008: بلا حدود
- 2011: ماجد
- 2017: عمي

## وفاته
وافته المنية في أولى ساعات يوم الإثنين 2 يناير 2023 عن عمر ناهز 86 عامًا، وأعلن الخبر لوسائل الإعلام المحلية نجله كاشفًا أن والده فارق الحياة بمنزلهم في مدينة الدار البيضاء بعد معاناة طويلة مع المرض، الذي تسبب في دخوله المستشفى مرات عديدة، إذ كان التونسي يعاني من مرض على مستوى القلب، ما كان يتسبب له في انتفاخ وضيق في التنفس باستمرار.
وبعث الملك محمد السادس برقية تعزية ومواساة إلى أفراد أسرة التونسي. كما نعته النقابة المغربية لمهنيي الفنون الدرامية، حيث اعتبرته فنانا مقتدرا وأحد أشهر الفنانين في تاريخ الكوميديا المغربية الذي حظي بشعبية كبيرة خلال عقود من الزمن.

## روابط خارجية
- عبد الرحيم التونسي على موقع IMDb (الإنجليزية)
- عبد الرحيم التونسي على موقع قاعدة بيانات الأفلام العربية
- عبد الرحيم التونسي على موقع ديسكوغز (الإنجليزية)